# Lista de seleções participantes no Campeonato Europeu de Futebol de 2000
O Campeonato Europeu de Futebol de 2000 foi disputado na Bélgica e Países Baixos por 16 selecções de futebol.
Cada uma das 16 selecções teve o direito de alistar 23 jogadores. Cada jogador envergou o mesmo número na camisola durante todos os jogos do torneio.

## Grupo A

### Alemanha
Treinador:  Erich Ribbeck

### Inglaterra
Treinador:  Kevin Keegan

### Portugal
Treinador:  Humberto Coelho

### Romênia
Treinador:  Emerich Jenei